# Фолки Виђи (Анкона)
Фолки Виђи је насеље у Италији у округу Анкона, региону Марке.
Према процени из 2011. у насељу је живело 23 становника. Насеље се налази на надморској висини од 39 м.